# ドロシア・ディックス
ドロシア・リンド・ディックス(英語: Dorothea Lynde Dix、1802年4月4日 – 1887年6月17日)はアメリカ合衆国の社会活動家である。今までそれほど精神病院の整備が行われていなかったアメリカにおいて、州議会やアメリカ合衆国議会への精力的なロビー活動を行い、困窮した精神病患者のための本格的な精神病院を多数設立した。南北戦争の間は陸軍看護師の監督官をつとめた。

## 生い立ち
メイン州ハンプデンの町で生まれ、幼い頃はマサチューセッツ州ウースターで育った。ジョゼフ・ディックスとメアリー・ビゲローの間に生まれた3人きょうだいの長子であり、祖先はマサチューセッツ湾植民地の住民であった。父は移動労働者であった。12歳の時、ドロシアはドクター・イライジャ・ディックスの妻でボストンに住んでいた裕福な祖母、ドロシア・リンドのもとに逃げ出したが、これは両親がアルコール依存症で、とくに父が虐待を行っていたためであった。1821年にディックスはボストンで学校をはじめ、富裕層からの支援をとりつけた。この直後にディックスは、困窮し家庭で適切なケアを受けていない子どもたちを教育する仕事をはじめたが、健康を害してしまった。1824年から1830年まで、ディックスは主に宗教的な著作や子ども向けの物語を執筆していた。著書であるConversations on Common Things (1824)は1869年までに第6版を数えた。The Garland of Flora (1829)は、エリサベス・ワートのFlora's Dictionarｙと並んでアメリカ合衆国で最初に出版された2冊の花言葉辞典のうちの1冊である。
1831年にディックスはボストンに女子のための模範校を設立し、1836年までこれを運営していたが、同年に再度健康を害してしまった。保養の目的で1836年にイングランドに旅行し、そこでラスボーン一族と知り合いになった。一族はディックスをリヴァプールにある先祖代々の屋敷、グリーンバンクに招待した。ラスボーン一族はクエーカーで、社会改革運動で顕著な業績をあげている人々であった。グリーンバンクでディックスは、政府が社会福祉に直接的かつ活動的な役割を果たすべきだと信じる一団の男女に出会った。英国において精神疾患にかかった者のケアを改革することをめざす、「狂気改革」(lunacy reform)と呼ばれる運動についても知ることとなった。この運動のメンバーたちは精神病患者を収容する各種施設を入念に調査しており、研究結果は庶民院に報告していた。

## 南北戦争前

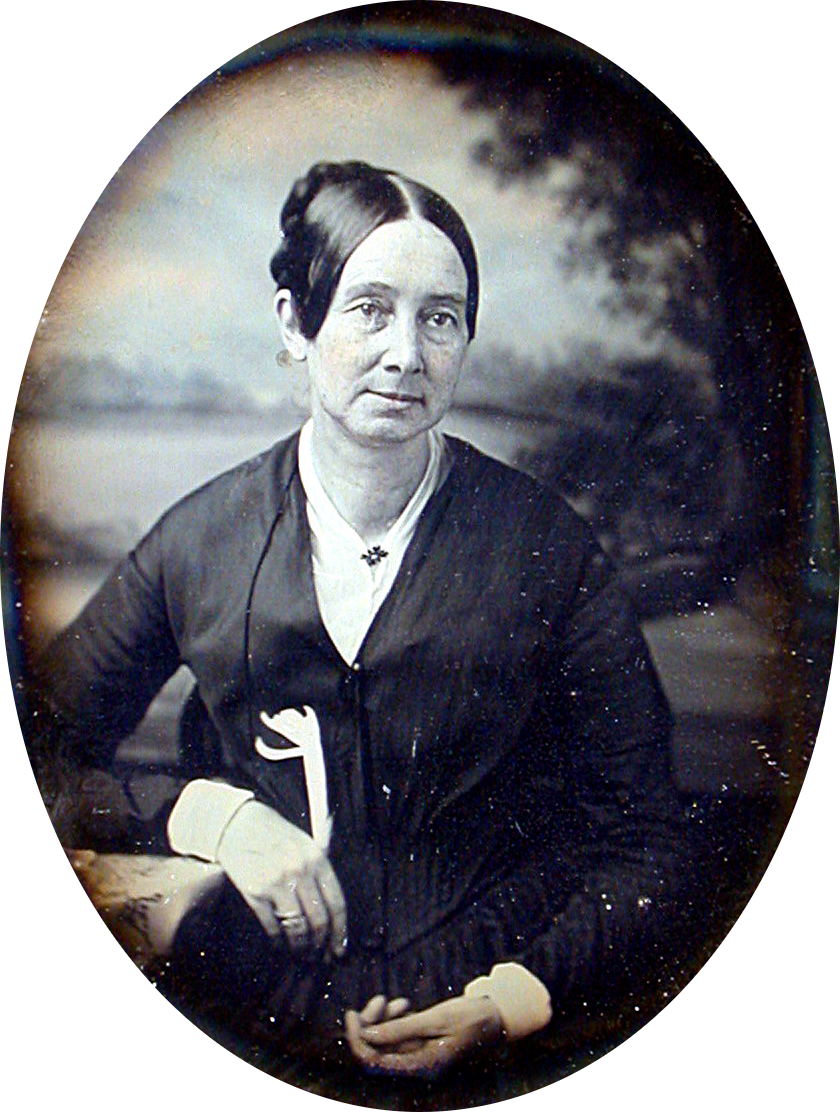
1850-55年頃のディックス

この時代において、精神病患者の治療を改革する運動は奴隷制度廃止運動、禁酒運動、選挙改革など他の先進的な大義と結びついたものであった。アメリカに帰国後、1840年から1841年まで、ディックスはマサチューセッツ州全土で困窮した精神病患者のケアについての調査を行った。ほとんどのケースでは、町が地元の住民と契約し、自分で生活することができず、世話してくれる家族や友人もいない精神病患者のケアをまかせていた。規定も資金援助もないため、このシステムのせいで広く虐待が見られるようになっていた。ディックスは調査結果を激烈なレポート『陳情書』(Memorial)として公刊し、精神病患者に加えられている虐待の実態の様子をマサチューセッツ州議会に報告した。ディックスのロビー活動はウースターにある州の精神病院を拡大させる法案につながった。
1844年にディックスは同様の調査のため、ニュージャージー州にあるすべての郡を訪問し、刑務所や救貧院を調査した。自らの観察と事実を詳述した陳情書をニュージャージー州議会に提出するために準備した。ディックスは精神病患者のケアと治療の施設を建設するために州議会が行動を起こし、資金を充当するよう緊急アピールを行った。ディックスはこうした不運な人々に対して州が責任を負っていることを強調すべく、陳情書で多数のケースに触れている。
ディックスは、議員及び法律家として尊敬されていたが老年にさしかかってから困難に直面し、精神の病にかかった男性の例をあげている。ディックスは必要とされる治療や世話を受けることができないまま、郡の救貧院の地下室にある小さなベッドに寝ているこの男性を発見した。州議会の多数の議員が、この貧困に陥った法律家のかつての様子を知っていた。1845年1月23日、ジョゼフ・S・ドッドが州議会上院にディックスの報告書を提出した。
ドッドが提出した、精神病院を認可するための決議は翌日議会を通過した。委員会が2月25日にレポートを作成し、ニュージャージー州議会にすぐさま行動を起こすよう訴えた。これを支えるために必要な税金のせいで、隠密にこの案に反対する政治家もいた。ディックスはロビー活動を続け、支援を募るため手紙や論説を書いた。会期中にディックスは議員たちに面会し、夜は家で会合を開いた。認可法案は1845年3月14日に最終審議のため取り上げられ、3月25日に州立施設を設立する法案が通過した。

ディックスはニューハンプシャー州からルイジアナ州まで旅をして困窮した精神病患者の現状を記録し、州議会に提出するレポートを作成し、権限賦与のための法案や必要な予算案を書くため委員会と協働した。1846年ディックスは精神疾患について学ぶためイリノイ州に旅したが、ここで病気になってしまい、回復のためスプリングフィールドで冬を過ごした。ディックスは1847年1月に州議会に報告書を提出し、この会期中にイリノイ州で最初の精神病院を設立する法案が採択された。

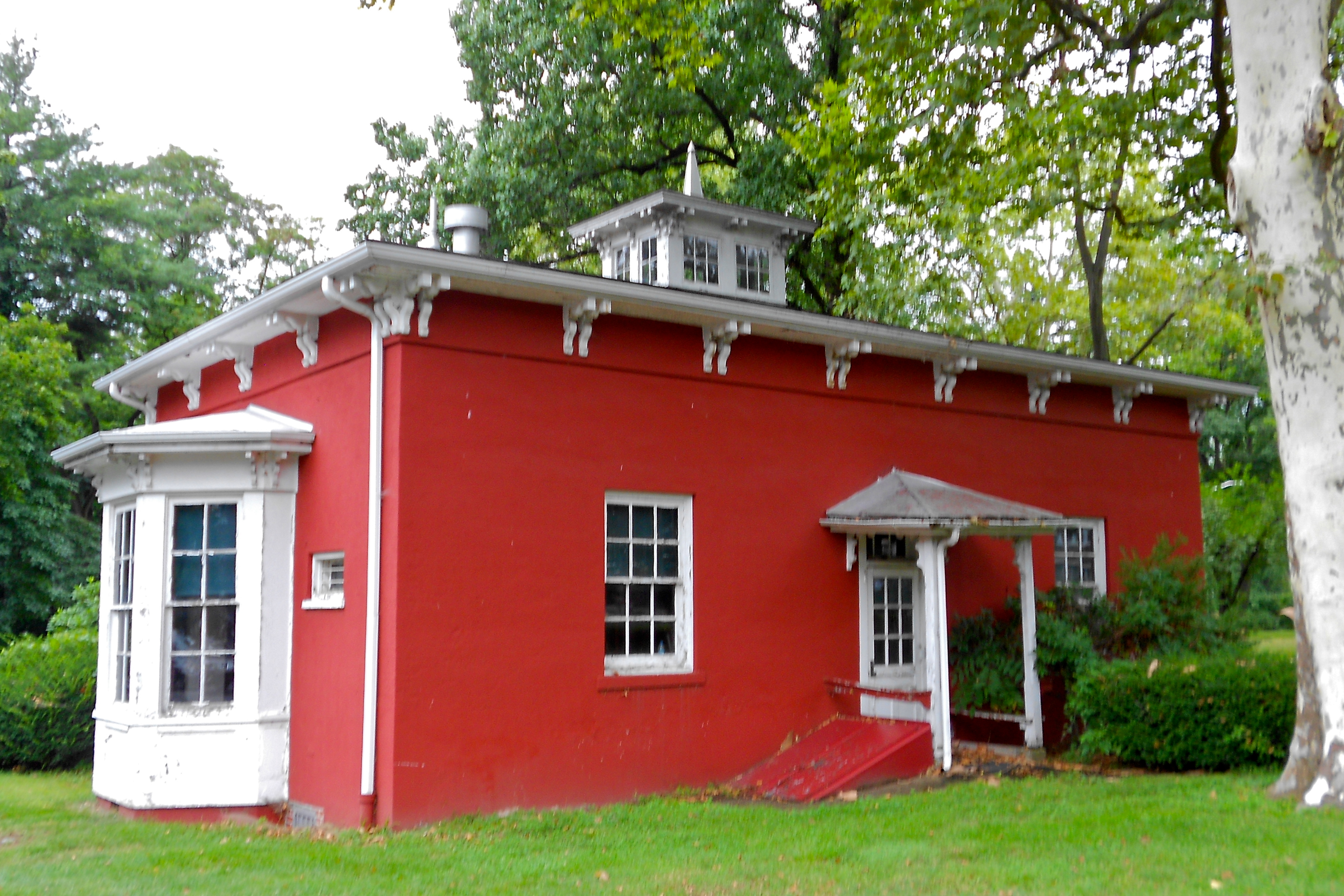
ハリスバーグ州立病院の敷地にあるドロシア・ディックス博物館

1848年にディックスはノースカロライナ州を訪れ、ここでも精神病患者のケア改革を求めた。1849年にノースカロライナ州医学協会が設立され、州議会は州都ローリーに精神病患者のケアのための施設を建設する認可を出した。ディックスに敬意を表して命名されたドロシア・ディックス病院が1856年に開院した。精神病患者のための2つ目の州立病院が1875年に認可され、モーガントンにブロートン州立病院が開院した。最後に、この州では人種隔離が行われていたため、ピードモント地域にアフリカ系の精神病患者を対象とするゴールズボロ病院が設立された。ディックスには偏見があり、精神病はマイノリティではなく、教育のある白人の現状に関連して発生するのではないかと考えていた。
ディックスはペンシルベニア州最初の公立精神病院であるハリスバーグ州立病院の設立にも協力した。1853年にディックスはこの病院の図書室と読書室を作った。
ディックスは1853年に精神病患者のケアを調査するため英国の植民地であったノヴァスコシアを訪問した。旅行中に離島であるセーブル島に赴いて、精神病患者が見捨てられていることについて調査報告を書いた。この報告はあまり根拠があるとは言えないものであった。セーブル島にいる間ディックスは難破の救助活動を手伝った。ボストンに帰ると、ディックスはセーブル島に高品質な人命救助用具を送るためのキャンペーンを実施し、これはうまくいった。
ディックスが手がけた最も大きな仕事は貧困精神障害者福祉法案であり、これは合衆国の所有地を精神病患者や障害者の利益のために使用できるという法案であった。土地売却による収益は精神病院の建設・維持のために州に配分される。ディックスの土地法案はアメリカ合衆国議会の両院を通過したが、1854年、社会福祉は州の責任事項であるとしてフランクリン・ピアース大統領が拒否権を発動した。自らの土地法が通過しなかったことに傷つき、ディックは1854年から1855年にかけてイングランドヨーロッパを旅行した。ディックスはラスボーン一族と旧交をあたため、スコットランドの精神病患者収容施設を調査した。この調査により、改革を監督するためにスコットランド精神疾患委員会が設立された。

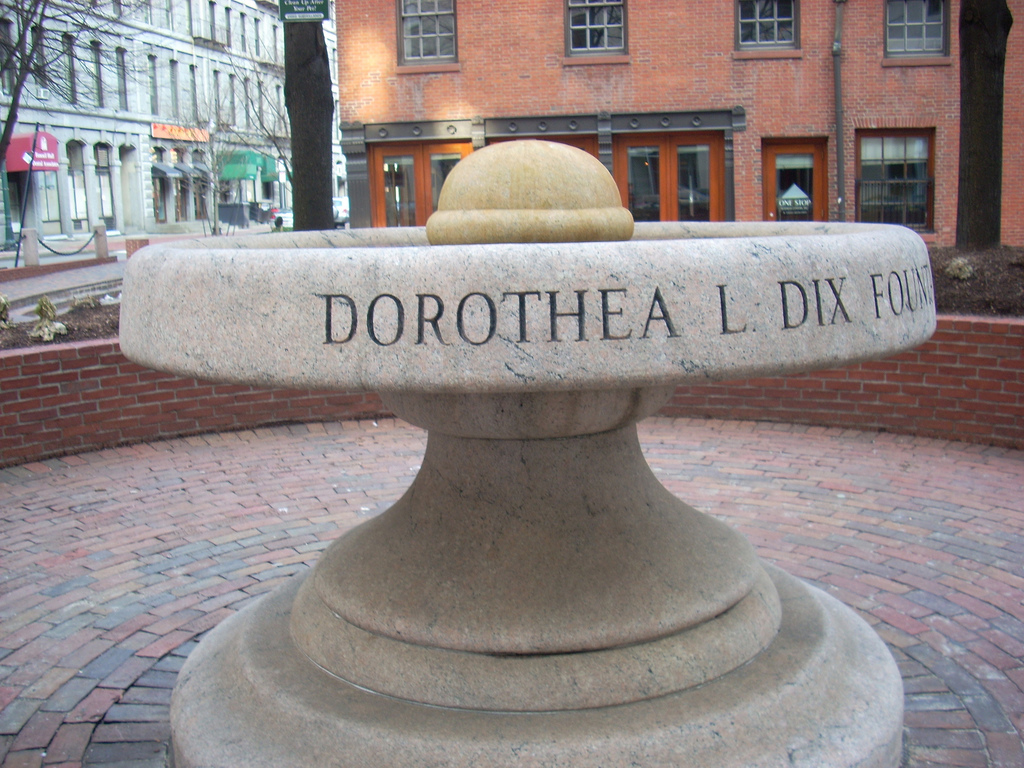
マサチューセッツ動物虐待防止協会を顕彰するためディックスがボストンに寄贈した馬のための水飲み場

## 南北戦争
南北戦争の間、ディックスは北軍により、陸軍看護師の監督官に任命された。もうひとりの候補としては医師のエリザベス・ブラックウェルがいたが、ディックスが選ばれた。ディックスその他の人々は、社会活動家として成功するために必要であった自立心やひとつのことに集中して取り組む熱意といった性質は、危機的状況の中広い地域で活動する多数の女性からなる看護師組織をうまく運営するにはあまり効果がないということに気付いた。
ディックスは看護師候補者についてのガイドラインを制定した。志願者は35歳から50歳までで、地味な外見でなければいけなかった。宝石や化粧は禁止で、フープのない黒か茶色のドレスを着ることになっていた。ディックスは病院に、傷つきやすく魅力的な若い女性を送ることを避けようとしており、病院ではこうした若い女性が医者や患者といった男性にいいように搾取されるのではないかと心配していた。ディックスはしばしば自分が訓練したり雇ったりしたのではない志願看護師を解雇したので、アメリカ衛生委員会などの支援団体の怒りを買うことがあった。
ディックスは医師と意見があわず、医療設備や看護師の雇い入れ・解雇などについてよく論争していた。内科医も外科医も多くは病院に多数の女性看護師がいることを好まなかった。行き詰まってしまった問題を解決するため、陸軍省は第351号規定を1863年10月に導入した。これにより、軍医総監ジョゼフ・K・バーンズと陸軍看護師監督官ディックスの両方に女性看護師の任命権が与えられることになった。しかしながらこの規定により、雇用した者や志願者を病院に割りあてる権限は医師にあるということになった。このためにディックスは直接的な運営業務を行う責任から解放された。一方で、医師のメアリー・エドワーズ・ウォーカーや看護師のクララ・バートンといった他の傑出した女性の活躍により、ディックスの影響力は削られていった。ディックスは1865年8月に辞職し、のちに自分のキャリアにおいてこの「エピソード」は失敗だったと回想している。何千人ものカトリックの修道女が陸軍看護師としてめざましい働きを見せたにもかかわらず、ディックスは修道女を信用していなかった。反カトリック的な考え方を持っていたため、ディックスはアイルランドやドイツの修道女たちと協働することがうまくできなかった。
しかしながら、北軍と南軍の負傷者に分け隔て無く看護を提供したため、アメリカ南部においてディックスについては良いイメージが記憶されることとなった。ディックスのもとで働いていた看護師たちは、南軍負傷者にとってはしばしば戦場で唯一、ケアを提供してくれる存在であった。南軍がゲティスバーグの戦いで退却した際、5,000人もの負傷兵が置き去りにされた。この兵士たちは多くの場合、ディックスの部下であった看護婦に治療を受けた。北軍の看護師コーネリア・ハンコックなどが、南軍の患者たちの苦痛と治療について記録を残している。

## 戦後
南北戦争の後、ディックスは囚人、障害者、精神病患者のケアを改善するための改革運動を再開した。最初の活動は、戦争による設備への損害を見積もるためにアメリカ南部の精神病院と刑務所を調査することであった。
1881年にディックスはモリス・プレインズにあるニュージャージー州立病院に引っ越した。州議会はディックスに、終身で使える私室を割り当てた。病気に苦しんでいたが、ディックスはイングランドや日本などさまざまな場所に住む人々と文通していた。ディックスは1887年6月17日に亡くなった。マサチューセッツ州ケンブリッジのマウント・オーバーン墓地に埋葬されている。

## 顕彰
ディックスは陸軍看護師協会(南北戦争志願看護師の社交クラブ)の「終身会長」に選ばれたが、この組織に関連する活動はほとんど行わなかった。ディックスは協会メンバーによる、軍属恩給受給を求める動きに反対した。
1983年にアメリカ合衆国郵便公社がチャリティと奉仕に人生を捧げたディックスを記念し、「偉大なアメリカ人」切手シリーズの一枚として1セントのドロシア・ディックス切手を作った。
第二次世界大戦で使用されたアメリカ海軍の軍隊輸送船の中には、ディックスにちなんで名付けられたUSSドロシア・L・ディックスという船がある。この船は1940年から1946年まで従軍し、戦時中に5つの従軍星章を受けた。
メイン州にあるバンゴーメンタルヘルス研究所は2006年8月にドロシア・ディックス精神医療センターと改名した。
金星のクレーターにはディックスにちなんで名付けられたものがある。
ボストン女性ヘリテッジトレイルでもディックスが記念されている。

## 著作
- . (1829), The Garland of Flora, Boston: S.G. Goodrich & Co., and Carter & Hendee 2010年11月12日閲覧。  Published anonymously
- . (1845), Remarks on Prisons and Prison Discipline in the United States, 2nd edition, from the 1st Boston edition, Philadelphia: Joseph Kite & Co 2010年11月12日閲覧。
- . (February 1847), Memorial of Miss D. L. Dix in Relation to the Illinois Penitentiary 2010年11月12日閲覧。
- . (March 5, 1852), Memorial of Miss D. L. Dix to the Hon. The General Assembly in Behalf of the Insane of Maryland 2010年11月12日閲覧。

このほかにもディックスは多数の囚人に関する小冊子、議会提出用の精神病院を主題とする多くの陳情書、慈善事業についての報告書を書いている。

### 若者向けの著作
- . (1828) [1824], Conversations on Common Things, or, Guide to Knowledge, with Questions (3rd ed.), Boston: Monroe & Francis 2010年11月12日閲覧。 Also Google Books. Note: other replications of this book are also available via Google Books.
- Alice and Ruth
- Evening Hours

### 若者向けの文献
- Penny Colman. Breaking the Chains: The Crusade of Dorothea Lynde Dix. White Hall, Va: Shoe Tree Press, 1992.
- Herstek, Amy Paulson. Dorothea Dix: Crusader for the Mentally Ill. Historical American biographies. Berkeley Heights, NJ: Enslow Publishers, 2001.
- Malone, Mary, and Katharine Sampson. Dorothea L. Dix: Hospital Founder. A Discovery biography. New York: Chelsea Juniors, 1991.
- Muckenhoupt, Margaret. Dorothea Dix: Advocate for Mental Health Care. Oxford portraits. New York: Oxford University Press, 2003.
- Schleichert, Elizabeth, and Antonio Castro. The Life of Dorothea Dix. Pioneers in health and medicine. Frederick, Md: Twenty-First Century Books, 1992.
- Witteman, Barbara. Dorothea Dix: Social Reformer. Let freedom ring. Mankato, Minn: Bridgestone Books, 2003.